# 臺灣專科學校
臺灣的專科學校可依學制分為五年制專科學制（五專）、二年制專科學制（二專）：
- 五年制專科學制：招收對象為國民中學畢業生，透過國中教育會考之方式，以甄選入學或登記分發的方式入學就讀，修業年限為五年，畢業後取得副學士學位證書。
- 二年制專科學制：招收對象為技術型高級中等學校之畢業生，或同等學歷參加四技二專統一入學測驗後，以技優甄保、推薦甄試、登記分發等方式入學就讀，修業年限為期兩年，畢業後取得副學士學位證書。

臺灣目前有13所專科學校。在早期，臺灣專科學校之畢業生，核發之證書為專科畢業證書，自2004年開始，五專、二專的畢業生改頒發副學士學位。多數的技術學院或科技大學為專科學校升格而來，升格後可頒發學士以上學位證書。

## 沿革
- 1946年2月，中華民國政府將「臺南工業專門學校」改稱「臺灣省立臺南工業專科學校」，同年10月升格為「臺灣省立工學院」（1956年改制為臺灣省立成功大學，乃最早由專科學校改制為大學者）。
- 1948年，臺灣省立臺北工業職業學校改制為臺灣省立臺北工業專科學校（現國立臺北科技大學），五專部招收國中畢業生、三專部招收高中畢業生。
- 1949年，政府播遷來臺，各類專科學校的設立仍依照舊有的教育法令規定辦理
- 1950年，居正創辦淡江英語專科學校（現淡江大學），為臺灣第一所私立三年制專科學校（招收高中畢業生）。
- 1951年，臺灣省立臺北工專增設二專部，招收高職畢業生。
- 1954年，臺灣省立屏東農業職業學校改制為臺灣省立農業專科學校，乃第一所日治時期農校改制的農業專科學校（現國立屏東科技大學）。
- 1958年，實踐家政專科學校創校（現實踐大學）為臺灣第一所私立家政專科學校。
- 1960年，國立藝術學校改制為國立臺灣藝術專科學校（現國立臺灣藝術大學），為臺灣第一所藝術專科學校。同年，臺灣省立臺中師範學校改制為臺灣省立臺中師範專科學校（現國立臺中教育大學），為臺灣首間師範專科學校。
- 1961年，臺灣省立體育專科學校創校（現國立臺灣體育運動大學），為臺灣首間體育專科學校。
- 1963年，配合國家經濟建設，臺灣省立高雄工業專科學校（現國立高雄應用科技大學）創校，為首間非經由高級職業學校改制之公立專科學校；同年，臺灣省立臺中商業職業學校改制為臺灣省立臺中商業專科學校（現國立臺中科技大學），為臺灣第一間公立商業專科學校；台塑集團王永慶董事長創辦明志工業專科學校（現明志科技大學），因該校的台塑企業背景極富盛名，加上工讀實習制度使學生有收入來源，為最早落實技職教育產學並用的專科學校。
- 1964年，嘉南藥學專科學校（現嘉南藥理大學）創校，為臺灣第一所藥事專科學校。
- 1966年，天主教聖吳甦樂修女會在高雄市左營區創辦文藻女子外國語文專科學校（現文藻外語大學），為全國唯一的外語專科學校。
- 1967年，聖公會臺灣教區主教在淡水創辦新埔工業專科學校，募集資金主要來自基督教臺灣聖公會、上海聖約翰大學與聖瑪利亞女校在臺校友會（該校於2005年復格為聖約翰科技大學，完成上海聖約翰大學之在臺復校）。
- 1968年，「臺北市立高級商業職業學校」改制「臺北市立商業專科學校」（現國立臺北商業大學）。同年，遠東集團創辦人徐有庠創設「亞東工業技藝專科學校」（現亞東科技大學），為臺灣第一所私立二年制專科學校。
- 1974年，臺北工專申請改制學院未獲教育部核准。該計畫改由教育部透過國立臺灣大學取得公館校區在基隆路對面的12公頃校地，成立「國立臺灣工業技術學院」（現國立臺灣科技大學），延聘前任私立明志工專校長陳履安博士為首任校長，為臺灣第一所技術職業教育高等學府，亦為第一間非專科學校改制的二年制技術學院，該校的成立奠定往後專科學生的升學主要選擇（先前為插班大學轉學考或專科畢業兩年後報考研究所）。
- 1980年，臺灣省立雲林工業專科學校成立（現國立虎尾科技大學），與臺北工專、高雄工專並稱「臺灣三大工專」。
- 1987年，勤益工業專科學校（現國立勤益科技大學），由於創辦人為軍人背景，決定無條件將學校捐獻給政府，只求保留「勤益」校名，乃私立專科改隸國立之首例（後有1972年時任經濟部長李國鼎主導成立的聯合工業技藝專科學校，於1995年改隸國立，現國立聯合大學）。
- 1988年，臺灣省立宜蘭高級農工職業學校改制國立宜蘭農工專科學校（現國立宜蘭大學）。
- 1990年，高雄市苓雅區的國際商業專科學校由於多項弊案及爭議，遭教育部勒令停辦並解散，為臺灣首間停辦之專科學校。國際商專原有各科改由國立高雄工業專科學校接辦（為現今之國立高雄應用科技大學管理學院之前身），國立高雄工業專科學校因此改名國立高雄工商專科學校。
- 1991年，國立屏東農業專科學校改制為國立屏東技術學院（現國立屏東科技大學），為第一所由專科改制的技術學院。
- 1995年，國立高雄餐旅管理專科學校（現國立高雄餐旅大學）創校，為臺灣所有專科學校中最晚創校者。
- 1996年10月14日，教育部頒布「八十六學年度教育部遴選專科學校改制技術學院並核准附設專科部實施辦法」，鼓勵辦學績優的專科學校改制為技術學院，並公告申請期限自1996年9月5日至11月10日止，國內當時辦學績優之各公私立專科學校紛紛深申請改制為技術學院，對於國內技職教育影響深遠。
- 1997年，國立臺北技術學院改制為國立臺北科技大學，該校為了成立「機電整合研究所」，教育部要求五專部停止招生。
- 1998年，國立臺北科技大學停招五專部，當年北區五專報考人數驟降3萬人（將近15%）。往後幾年至今，各公、私立專科學校陸續升格科技大學，並適度縮減甚至停招專科部。
- 2004年，引進副學士學位，專科學校畢業生改頒副學士學位證書。
- 2007年，中國海事商業專科學校改制為臺北海洋技術學院（現臺北海洋科技大學）。同年，明志科技大學停招五專部。
- 2011年，國立臺中技術學院整合國立臺中護理專科學校改名為國立臺中科技大學。
- 2016年，長庚科技大學停招停招五年制護理科，是為結束該校所有五專學制招生。

## 改隸中央
1982年行政院因為了提高中央教育經費比例，減輕地方負擔，並符合中央辦理大專教育之原則臺北市立商業專科學校（現國立臺北商業大學）、臺灣省立臺中商業專科學校（現國立臺中科技大學）及高雄市立海事專科學校（現國立高雄科技大學楠梓校區）於71學年度起由地方（市立）改隸為中央，並改制為國立。
然而，臺北市立體育專科學校（後改制為臺北市立體育學院）及臺灣省立體育專科學校（已改隸中央，現國立臺灣體育運動大學）因配合校地等問題未於同一時期改制；師範專科學校（後改制為臺北市立教育大學）的改制則奉指示應俟檢討採取改進措施後再行辦理。

## 醫護專科學校
臺灣現有之專科學校，除國立臺東專科學校外，皆為醫護類學校。除現行之二專、五專外，更有因專業不同曾設有之六年制醫專。

### 護理專科學校
臺灣的護理教育發展至今已逾70年，最早可追溯至1954年，當時臺灣省立臺北高級護理助產職業學校改制為臺灣省立臺北護理專科學校國立臺北護理健康大學，為臺灣第一間護理專科學校。此後，台灣的護理教育逐漸發展，陸續有私立護專及其他公私立護專相繼成立。
1966年，美和護理專科學校（現美和科技大學）創校，為臺灣首間私立護理專科學校。1968年，婦嬰高級護理助產職業學校改制為婦嬰護理助產專科學校（現輔英科技大學），為臺灣首間由護校改制而成的私立護專。1996年，康寧高級護理助產職業學校改制為康寧護理專科學校（現康寧大學）。
1988年，配合長庚醫院擴建需求，明志工專護理科獨立為長庚護理專科學校（現長庚科技大學），乃從各公、私立專科學校分離獨立出另一間專科學校的唯一例子。
2000年，國立臺南高級護理職業學校改制為國立臺南護理專科學校、國立臺中高級護理助產職業學校改制為國立臺中護理專科學校（現國立臺中科技大學中護健康學院）。

#### 護校改革
因應世界潮流，教育部推動高職逐步升格為專科學校，並進一步取消高職護理科。並於2002年正式推動護校改革，將護理教育由高職教育上推至專科教育，全國共16間護校紛紛進行改制之籌備工作。
於2003年，順應教育部護校改革之政策，育英高級護理助產職業學校、敏惠高級護理助產職業學校及高美高級護理工業職業學校，分別改制為育英醫護管理專科學校、敏惠醫護管理專科學校及高美醫護管理專科學校。2005年，新生高級醫事職業學校改制為新生醫護管理專科學校、聖母護理職業學校改制為聖母醫護管理專科學校、崇仁高級護理助產職業學校改制為崇仁醫護管理專科學校。
至此，全國共16間高職護校，除臺北市稻江護家、臺南縣華濟永安高中未順應政策改制為護專而停招護理科之外，其餘14間護校已全數改制為護專，高職護理科正式走入歷史。

### 醫事技術專科學校
於護校改革前，設有三所醫事技術專科學校，其中於1964年創立的元培醫事技術專科學校（現元培科技大學）為臺灣教育史上第一所醫事技術專科學校。其後，中臺醫事技術專科學校（現中臺科技大學）及中華醫事技術專科學校（現中華醫事科技大學）分別於1966年、1968年設立。

## 曾有之學制

### 三年制專科
三年制專科學校，簡稱為三專。因其提供高中畢業生報考，與同為技職教育的高職畢業生所報考的二專有所不同。1990年代全數廢除，修業年限為三年。臺灣最後一間廢除三專制的學校為臺北市立體育學院。
雖較於二專多修業一年，但因教育背景不同，並依照中華民國教育程度及學科標準分類，三專為教育等級中的專科（副學士）等級，歸屬於其他專科。
且由入學大學同等學力認定標準得知，三專並非約等同於大學三年級：
- 第三條，以同等學力報考大學二年制學士班一年級新生入學考試之規範中，第一項第一款第一目二年制專科學校肄業學生之規定，及第三條第一項第二款第二目三年制專科學校肄業學生之規定，相同。
- 第五條，以同等學力報考大學碩士班一年級新生入學考試之規範中，第四款。

### 六年制醫事專科
六年制醫專招收國民中學畢業學生，依照中華民國教育程度及學科標準分類，六年制醫專為教育等級中的專科（副學士）等級，歸屬於其他專科。
元培醫事技術專科學校曾於70至79學年度將原修業五年制之學制改為含實習一年之六年制學制。